# Jacqueline Beaugé-Rosier
Jacqueline Beaugé (Jérémie, 7 de febrero de 1932) es una educadora y escritora nacida en Haití que vive en Ontario, Canadá.
Estudió en la Institution Notre-Dame-de-Lourdes en Jérémie, ingresando después en un convento de Kenscoff, que abandonaría posteriormente por razones de salud. Tras ello, recibió formación como maestra en Notre-Dame-de-Lourdes, donde se graduó en 1952. Enseñó en la escuela Édmée-Rey hasta 1953, luego en el Lycée Pétion en Puerto Príncipe hasta 1969 y posteriormente en el Collège Roger Anglade de 1971 a 1975. Tras casarse con Jacques V. Rosier, dejó Haití instalándose en Canadá. Continuó sus estudios en el Algonquin College, en la Universidad de Quebec en Hull y en la Universidad de Ottawa, obteniendo una maestría en literatura francesa. Luego, enseñó en una escuela de Ottawa hasta su retiro en 2004.
De 1957 a 1962, Beaugé-Rosier se asoció con los poetas «Haïti littéraire» y, desde 1964 hasta 1966, fue miembro del grupo literario Houghenikon. En Canadá, se convirtió en miembro de la Association des Auteures et auteurs francophones d’Ontario.
En 1991, recibió el trofeo de la Tonnelle Haïtienne de l'Ouataouais. En 1993, obtuvo el segundo premio en un concurso literario patrocinado por la Sociedad de escritores canadienses de Toronto. En 2000, recibió la Placa de Honor de la comunidad haitiana de Canadá por sus contribuciones a la literatura franco-ontariana y al desarrollo cultural haitiano-canadiense.

## Obras seleccionadas
- Climats en marche, poesía (1962)
- À Vol d’ombre, poesía (1966)
- Les Cahiers de la mouette, poesía y cuentos (1983)
- D’Or vif et de pain, poesía (1992)
- Les Yeux de l’anse du Clair, novela (2001)